# Nuttallanthus floridanus
Nuttallanthus floridanus är en grobladsväxtart som först beskrevs av Chapman, och fick sitt nu gällande namn av David A. Sutton. Nuttallanthus floridanus ingår i släktet indiansporrar, och familjen grobladsväxter. Inga underarter finns listade i Catalogue of Life.